# Qiling, Yongding
Qiling (kinesiska:  岐岭) är en köping i sydöstra Kina. Den ligger i stadsdistriktet Yongding i staden Longyan i provinsen Fujian,  omkring 290 kilometer sydväst om provinshuvudstaden Fuzhou. Antalet invånare är 7 778. Befolkningen består av 3 719 kvinnor och 4 059 män. Barn under 15 år utgör 16,0 %, vuxna 15-64 år 69 %, och äldre över 65 år 13,0 %.